# سیکلوهپتانون
سیکلوهپتانون (به انگلیسی: Cycloheptanone) یک ترکیب شیمیایی با شناسه پاب‌کم ۱۰۴۰۰ است. شکل ظاهری این ترکیب، مایع بی‌رنگ است.